# Gouvernement De Decker
Royaume de Belgique
de Brouckère Rogier II
Le gouvernement De Decker, qui gouverna la Belgique du 30 mars 1855 jusqu'au 9 novembre 1857. Le chef du gouvernement, Pierre De Decker était également Ministre de l'Intérieur.  Avec l'aide des catholiques et des libéraux modérés, il chercha une solution aux problèmes de la Belgique d'alors, notamment celui de l'enseignement, mais il échoua et dut abandonner le pouvoir à la suite de la crise liée à l'adoption de la « loi des couvents ». Il tenta également d'améliorer le statut du néerlandais, mais cette tentative resta sans suite à cause de la chute de son gouvernement.

## Composition
| Ministère                        | Nom                  | Parti               |
| -------------------------------- | -------------------- | ------------------- |
| Ministre des affaires étrangères | Charles Vilain XIIII | Catholique          |
| Ministre de l'intérieur          | Pierre De Decker     | Catholique          |
| Ministre de la justice           | Alphonse Nothomb     | extra-parlementaire |
| Ministre des finances            | Édouard Mercier      | Libéral             |
| Ministre des travaux publics     | Auguste Dumon        | Libéral             |
| Ministre de la guerre            | Léonard Greindl      | Extra-parlementaire |

## Historique du mandat
En 1856, le chef du gouvernement, Pierre De Decker, mit en place une "Commission des Griefs flamands". Cette commission avait pour but d’étudier la question de l’emploi public de la langue néerlandaise. La commission formula des suggestions trop radicales pour l’époque, elles furent jugées incompatibles avec l’organisation politique et administrative de la Belgique.